# Каменяк (Бургасская область)
Каменяк (болг. Каменяк) — село в Болгарии. Находится в Бургасской области, входит в общину Руен. Население составляет 170 человек(2022).

## Политическая ситуация
В местном кметстве Каменяк, в состав которого входит Каменяк, должность кмета (старосты) исполняет Ешереф Осман Юмер (Движение за права и свободы (ДПС)) по результатам выборов правления кметства.
Кмет (мэр) общины Руен — Дурхан Мехмед Мустафа (Движение за права и свободы (ДПС)) по результатам выборов в правление общины.